# 南苑双柳树
双柳树，位于北京市大兴区旧宫镇西毓顺庄，是旧时南苑内的一个景区。

## 简介
双柳树是南苑中的一个别致的景区，以饮鹿池畔的两株柳树为主，饮鹿池西立有乾隆诗刻昆仑石。《日下旧闻考》卷七十五《国朝苑囿南苑二》所载双柳树：

双柳树池旁立昆仑石，东偏高阜处石幢一。（《南苑册》）臣等谨按：双柳树在海子居中之地，旧有古柳二株，先后凋枯。随时补植，并蒙天章题咏，遂为苑内名区矣。有水一道，为饮鹿池。昆仑石在池之西，四面恭勒御制南苑双柳树暨春云海户谣杂言诸诗。东偏石幢，恭勒御制甲子题句。谨编载卷内。
御制南苑双柳树赋：广甸春风躞，春骑兮玉骢。伊双柳兮宿识，欣向荣兮菁葱。念此地兮少游，绪纷触兮吾衷。昔曽损一独树，孤踪伊谁补种。新匹旧同，其旧复枯。宾为主翁而何，新宾代嬗莫穷。树不能言，长言以通。若夫东门，徒期上林复起。嵇康则夏月居之，张绪则当年似已。桓司马之金城所种，攀枝泫然，陶渊明之彭泽所栽，酬觞醺矣。虽亨屯之略殊，总未出乎情之所使也。尔其枯杨生稊，老夫得其女妻。虽云过以相与，何妨聊复宜之。岂知夫何能故者，曰世不再来者，惟时则见牂牂老叶，萧萧败枝，强摇金以梳风，慢写玉以临池，对嫩条而常觉忸忸，忆昔侣而那置依依，值秋风而不禁，溘朝露而岂辞。好事者怜之曰，树可亡也，名不可亡也。幻者常之幻也，常者幻之常也，乃复移植新者，而使成双焉。盖经予见者，三十年之间，新旧迭为宾主者，凡三矣。嗟夫！旧阅新而成故，故何新之。恒齐竒合偶而成双，双何偶之。弗离覩两树之如斯，虽万事其可知。暮而隠几，若有星宿之昆前而言曰，大椿过八千朝槿荣其后，是谁之诗乎，曩何为而弗惜，今何事而余悲乎。且夫建木则大五千围，蟠桃则厯九万岁，刦至数盈，根蠧节瘁。不闻名以实传，实以名寄。如两树之阅沧桑而永世焉。昌昌生意未婆娑，方来日月其正多。不亡者存感，则那言讫而去，若尼拘使者之相过也。
乾隆九年御制双柳树诗：南苑双柳树，厥名亦已乆。临池弄清阴，婉婉盖数亩。岁月与俱深，麋鹿相为友。昔曾枯其一，秋风自凄吼。何人见怜之，补种复成偶。我闻未枯树，却种曽枯后。迭为主与宾，遑论新兮旧。叶曰名不如实，斯柳以名寿。
乾隆十一年御制南苑双柳树复枯其一叠韵志感：种柳补成双，双双期未久。经年此一过，独树临芜亩。昔为旧者伴，今待新为友。停鞭契菀枯，真似狮子吼。彭殇本齐年，宾主亦其偶。大椿过八千，朝槿荣其后。底事重欢悲，强分新与旧。灵和傥悟此，是谓无量寿。
昆仑石南面恭勒乾隆五年御制南苑双柳树诗：南苑双柳树，昔年何葱菁。两株立平原，千丝织晩晴。因循失其一，独树若无荣。至今行路人，犹道双柳名。岂无补植者，枯萎率不生。嗟哉草木质，尚有相怜情。徘徊不能去，长歌代栁鸣。
又北面恭勒乾隆二十八年御制春云诗：春云吐西山，弥空忽幡纚。青郊方瀸洳，已觉艰举趾。弗雨斯乃佳，旋听风声起。尽吹云卷去，意乃为之喜。回忆往年春，云生盼雨矣。闻风便已愁，那有喜之理。人情好恶殊，翻覆有如此。
又东面恭勒乾隆二十八年御制海户谣：海户给以田，俾守南海子。常年足糊口，去岁胥被水。以其有恒产，不与齐民比。赈贷所弗及，是实向隅已。我偶试春搜，扫涂仍役使。蓝缕洵可怜，内帑宁惜此。一千六百人，二千白金与。稍以救燃眉，庶免沟中徙。并得贳春种，青黄藉有恃。道旁纷谢恩，菜色颇生喜。尔喜我所惭，过不他人诿。
又西面恭勒乾隆二十八年御制杂言：弗善马射者，弓力欲其弱。善于马射者，弓劲乃气作。臂痛歩射艰，马射犹自若。可与知者言，不知如蜡嚼。木兰九月回，数月久闲却。春风小试搜，豪情殊踊跃。狡兔连中双，是盖夙所学。以今屈支观，一亦艰射着。隔宿手已胮，臂疚増于昨。习逸所致然，言之面先怍。昭烈髀肉生，其叹有雄略。枚叔讥肥脓，命曰腐肠药。杂言鲜错综，藉用自斟酌。
臣等谨按：双柳树御制诗，谨绎有关纪述事实者，恭载卷内，余不备录。

此处现存乾隆诗刻昆仑石，位于旧宫镇西毓顺庄。乾隆二十八年（1763年）在该昆仑石上刻有乾隆帝御制诗《春云》、《杂言》、《海户谣》、《南苑双柳》。乾隆诗刻昆仑石是大兴区文物保护单位。